# Kính viễn vọng khúc xạ

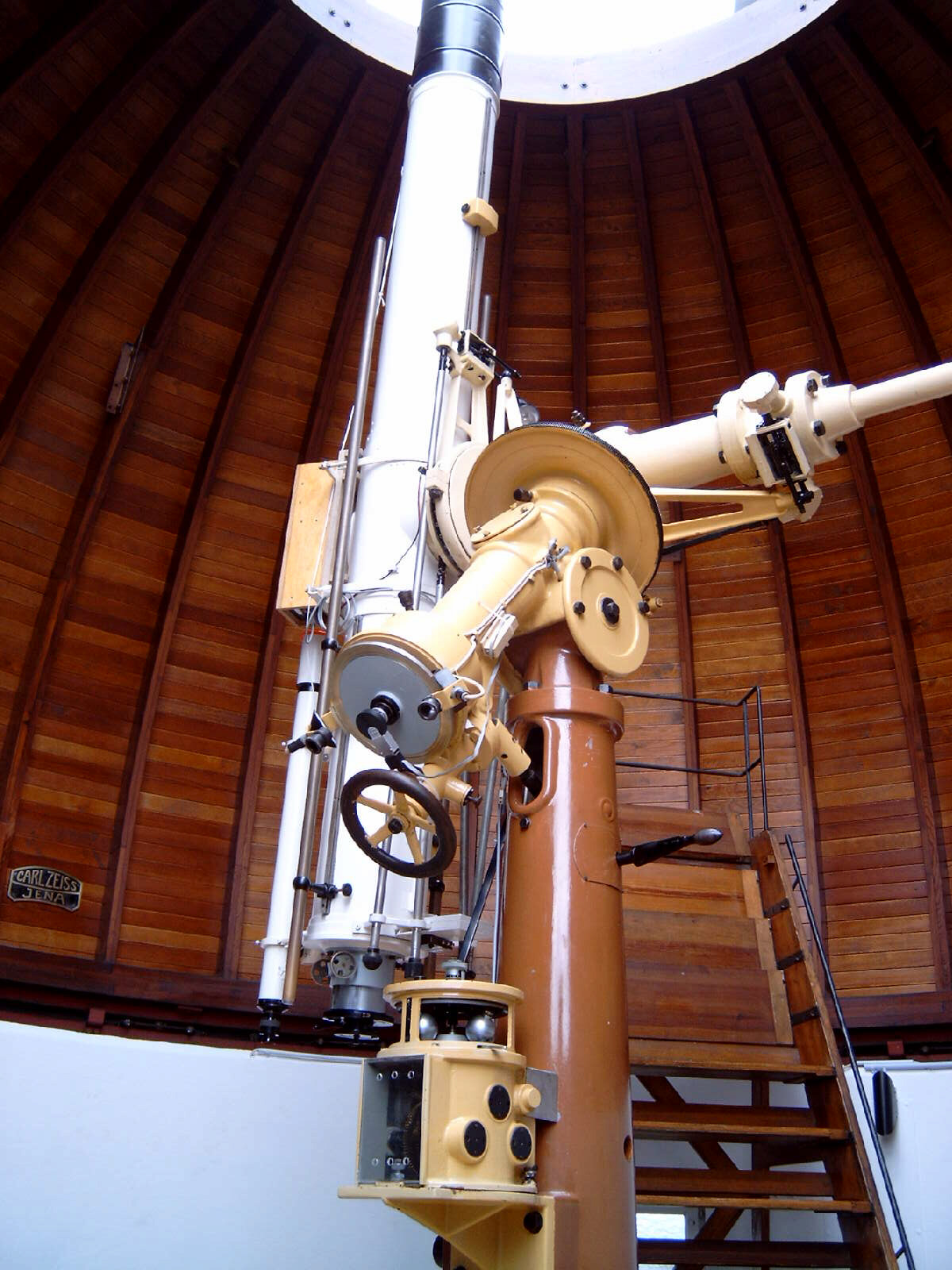
Kính viễn vọng khúc xạ ở Đài thiên văn Aachen, Đức

Kính thiên văn khúc xạ (tiếng Anh: refracting telescope hay refractor) là loại kính viễn vọng quang học sử dụng thấu kính làm kính vật (objective) tạo ra hình ảnh. Nó còn được gọi là kính thiên văn dioptric .
Thiết kế kính thiên văn khúc xạ ban đầu được sử dụng trong thời gian dài ở ống nhòm, kính thiên văn, ống kính máy ảnh với tiêu cự dài. Kính thiên văn khúc xạ lớn rất phổ biến trong nửa sau của thế kỷ 19, nhưng sau đó nó đã bị thay thế bởi kính viễn vọng phản xạ, cho phép chế ra các khẩu độ lớn hơn và thu nhận hình ảnh tốt hơn.
Độ phóng đại của kính khúc xạ được tính bằng tỷ số chiều dài tiêu cự của vật kính với chiều dài tiêu cự của thị kính .